# Teorema de existencia
En matemáticas, un teorema de existencia es un teorema con un enunciado que comienza 'existe(n)...', o más generalmente 'para todo x, y, ...existe(n) ...'. Esto es, en términos más formales de lógica simbólica, es un teorema con un enunciado involucrando el cuantificador existencial. Muchos teoremas no lo hacen explícitamente cualquier teorema escrito en la notación O.
Una controversia que data del temprano siglo XX concierne el tema de teoremas de existencia puros, y la acusación relacionada de que al admitirlos las matemáticas traicionan sus responsabilidades de aplicación concreta (ver demostración no constructiva). El punto de vista matemático es que los métodos abstractos tienen un gran alcance, mayor que el del análisis numérico.
- Datos: Q2694495